# Eddie Baily
Edward Francis „Eddie“ Baily (* 6. August 1925 im London Borough of Hackney; † 13. Oktober 2010 in Welwyn Garden City, Hertfordshire) war ein englischer Fußballspieler. Er gehörte 1950 zum ersten englischen WM-Aufgebot und gewann ein Jahr später mit Tottenham Hotspur die englische Meisterschaft.

## Vereinskarriere
Baily kam 14-jährig zu Tottenham Hotspur und wurde in der Folge beim FC Finchley untergebracht, wo er sich weiterentwickeln sollte. Er wurde schließlich 17-jährig als Amateur registriert, bevor er gegen Ende des Zweiten Weltkriegs zum Kriegsdienst einberufen wurde und bei den Royal Scots Fusiliers diente und dabei auch mehrfach für Armeeauswahlen die Fußballschuhe schnürte. Nachdem Tottenham fälschlicherweise davon ausging, Baily würde vermisst, ließ der Klub die Spielerregistrierung erlöschen. Bei seiner Entlassung aus dem Militärdienst 1945 sah sich Baily daher ohne Verein und schloss sich auf Amateurbasis dem Rivalen FC Chelsea an. Als Tottenham von Bailys Auftauchen erfuhr und Chelsea um Freigabe bat, gaben diese nach Darlegung der Umstände dem Gesuch statt.
In der Nachkriegssaison 1945/46, als die Football League ihren Spielbetrieb noch nicht wieder aufgenommen hatte, kam er im Februar 1946 zu einem ersten Einsatz in der regionalen Spielrunde, bevor er im Oktober 1946 einen Profivertrag erhielt. Baily, der wegen seines Humors den Spitznamen Cheeky Chappie (dt. etwa frecher Kerl) erhielt, gab am 4. Januar 1947 gegen West Bromwich Albion sein Profidebüt in der zweithöchsten englischen Spielklasse und etablierte sich in den folgenden zwölf Monaten in der 1. Mannschaft, nach dem Wechsel von Johnny Jordan nach Italien nahm er dessen Position ein. In der von Trainer Arthur Rowe geschaffenen „Push-and-Run“-Taktik, die unter dem Credo „Make it simple, make it quick“ stand, war er gemeinsam mit dem zweiten Halbstürmer Les Bennett eine der zentralen Figuren. Diese Spielweise sah vor, mit Hilfe von schnellem und direktem Kurzpassspiel, insbesondere von Doppelpässen, das Mittelfeld schnell und einfach zu überbrücken. Dabei halfen ihm auf dieser taktisch anspruchsvollen Position, die nicht nur für Offensivimpulse verantwortlich, sondern auch in die Defensivarbeit eingebunden war, seine herausragenden Fähigkeiten, den Ball mit dem ersten Kontakt präzise weiterzuleiten. Auch war er stark im Dribbling, so hatte er die Fähigkeit mit einer schnellen Bewegung den Ball auf kurze oder lange Distanz am Gegner vorbeizulegen. Baily, der als typischer Cockney-Charakter beschrieben wird und stets selbst sein größter Kritiker war, verfügte zudem über einen scharfen und präzisen Schuss, der ihm in 325 Liga- und Pokalspielen für Tottenham insgesamt 69 Tore einbrachte.
Nach dem überlegenen Aufstieg in der Saison 1949/50 setzte man in der Saison 1950/51 zum großen Wurf an. Tottenham gelang das seltene Kunststück, als Aufsteiger direkt die Meisterschaft zu gewinnen. Baily hatte dabei mit zwölf Treffern und zahlreichen Torvorlagen enormen Anteil. Nachdem 1952 wegen einer eher durchwachsenen Hinserie die Titelverteidigung als Zweitplatzierter hinter Manchester United um vier Zähler verpasst wurde, rutschte man in den folgenden Spielzeiten kontinuierlich in der Tabelle bis auf Rang 16 in den Spielzeiten 53/54 und 54/55 ab. Im FA Cup erreichte er mit dem Team zweimal das Halbfinale, aber sowohl 1947/48 als auch 1952/53 scheiterte man nach Verlängerung im Villa Park vor jeweils etwa 70.000 Zuschauern am FC Blackpool um die Stars Stanley Matthews und Stan Mortensen.
Nach dem Rücktritt von Trainer Rowe im Jahr 1955 begann dessen Nachfolger Jimmy Anderson mit dem Neuaufbau und Baily wechselte nach zehn Jahren an der White Hart Lane im Februar 1956 für 6.000 Pfund zu Port Vale. Bereits neun Monate später schloss er sich Nottingham Forest an und schaffte mit dem Klub 1957 den Aufstieg in die First Division. Im Dezember 1958 verließ er Nottingham und ließ seine Karriere bei Leyton Orient ausklingen, wo er im Anschluss an seine aktive Laufbahn zum Trainerstab gehörte.

## Nationalmannschaft
Baily spielte Anfang 1950 noch als Zweitligaspieler dreimal für die englische B-Auswahl und gehörte anschließend bei der erstmaligen WM-Teilnahme Englands 1950 in Brasilien zum 21-köpfigen Aufgebot. Er gab dabei im dritten Vorrundenspiel in der Sturmreihe Tom Finney, Stan Mortensen, Stanley Matthews, Eddie Baily, Jackie Milburn
gegen Spanien sein Länderspieldebüt, als eine 0:1-Niederlage das überraschende Vorrundenaus besiegelte. Bis 1952 kam er in acht weiteren Länderspielen (5 Tore) zum Einsatz, seine letzte Partie bestritt er am 4. Oktober bei einem 2:2-Unentschieden gegen Nordirland. Zudem repräsentierte er zwischen 1949 und 1955 fünfmal die Football League in Ligavergleichen und gehörte bei den Feiern zum 75. Jubiläum des walisischen Verbandes zu einer Auswahl des restlichen Vereinigten Königreichs, die gegen eine walisische antrat.

## Nach der aktiven Laufbahn
1962 gehörte er zu Leytons Trainerstab, als der Klub zum einzigen Mal in seiner Vereinsgeschichte in die First Division aufstieg. Nach dem direkten Wiederabstieg kehrte Baily im Oktober 1963 zu Tottenham zurück und wurde Assistenztrainer seines früheren Mannschaftskollegen Bill Nicholson. In den elf Jahren seiner Trainertätigkeit bei den Spurs baute er sich einen Ruf als strenger aber fairer Vorgesetzter auf, der von den Spielern vollsten Einsatz verlangte. Mit dem Rücktritt Nicholsons im Jahre 1974 endete seine Zeit bei Tottenham und er nahm kurze Zeit später die Stelle als Chefscout bei West Ham United an. In dieser Funktion entdeckte er unter anderem den späteren Nationalspieler Alan Devonshire. Bis 1992 war er noch bei West Ham hinter den Kulissen tätig, bevor er sich zur Ruhe setzte.